# Qianfo (socken i Kina, lat 29,97, long 105,12)
Qianfo (kinesiska: 千佛乡, 千佛) är en socken i Kina. Den ligger i provinsen Sichuan, i den sydvästra delen av landet, omkring 130 kilometer sydost om provinshuvudstaden Chengdu.
Genomsnittlig årsnederbörd är 1 420 millimeter. Den regnigaste månaden är september, med i genomsnitt 265 mm nederbörd, och den torraste är december, med 14 mm nederbörd.